# 샘플러

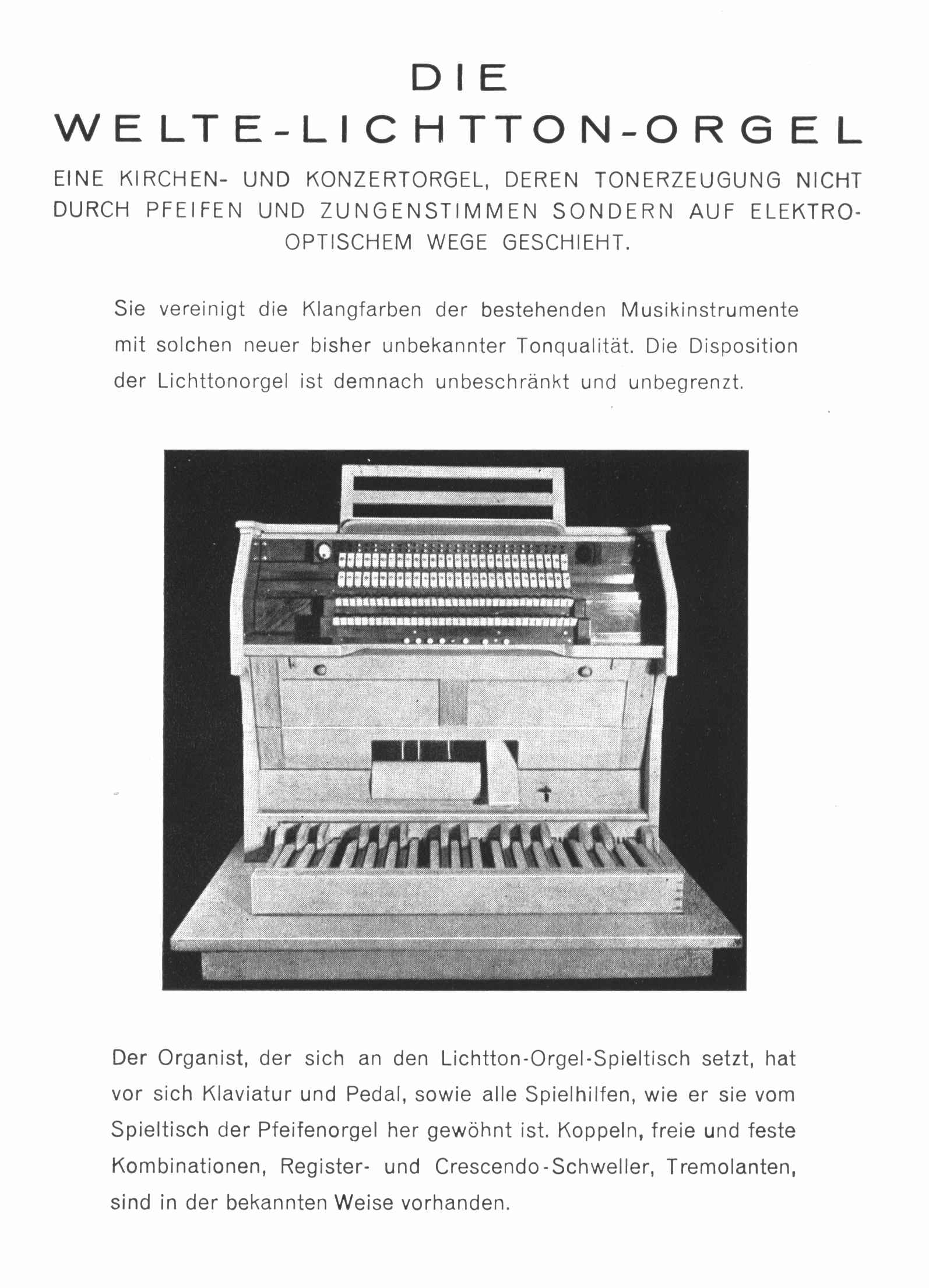
Licht-Ton Orgel (1936), 광 디스크를 사용한 초기 샘플링 오르간

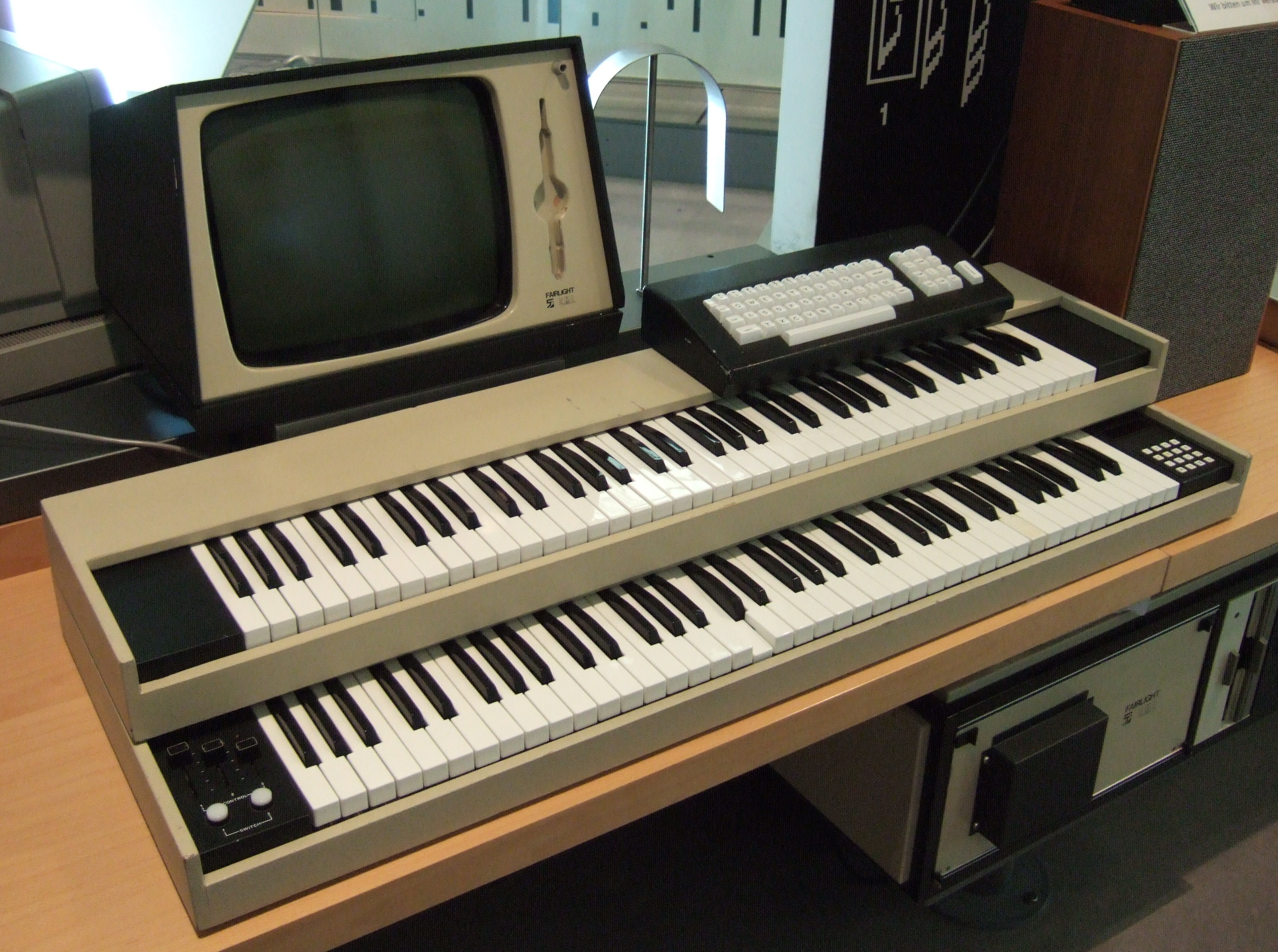
페어라이트 (1979)

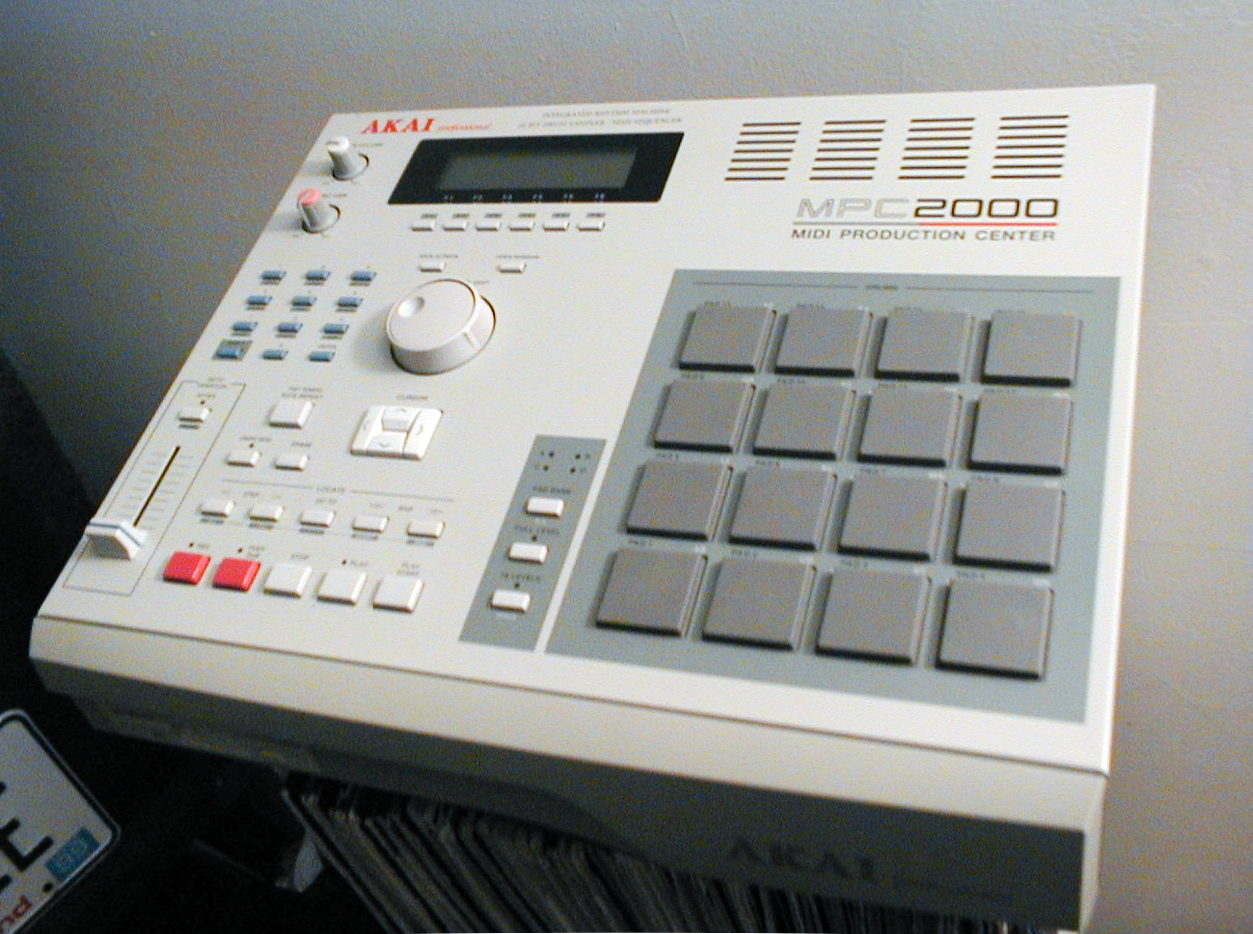
AKAI MPC 2000 샘플링 시퀀서 (1997)

샘플러(Sampler)는 음악, 비음악을 불문하고 샘플링에 의해 표본화된 "소리"를 임의로 재생 출력할 수 있는 장치이다. 외부로부터 음성을 샘플링하고 저장 장치에서 읽음으로써 RAM에 전개시켜, 신시사이저의 PCM 음원의 하나로서 다루어진다. 대부분의 기종은 발음시 샘플 재생 피치(음높이)를 변경할 수 있으므로, 건반 기타 등등의 형태의 MIDI 출력 장치에서 연주 데이터를 받고, 즉시 재생 응답이 가능하다.

## 역사

### 성립
"실제 연주의 악기음을, 간편하게 사용하고 싶다" 이것이 원동력이 되었다. 오케스트라의 현악기를 대편성의 연주자를 동원해 녹음하는 것이 아니라, 피아노와 같은 방법으로 하기 위해서 생각할 수 있던 것이, 각 음정마다 연주한 녹음 테이프를 건반의 개수만큼 진열하여 재생 헤드와 모터와 용수철을 조합해 만들어 낸 멜로트론이라고 하는 악기이다. 건반을 누르면, 재생 헤드에 테이프가 꽉 눌려 소리가 나오고, 건반을 떼어 놓으면 용수철에 의해서 테이프가 되돌려진다. 이 악기는, 물리적으로 문제가 많아, 보수유지도 어려웠다. 게다가 연주할 수 있는 악기가 한정되어 있었기 때문에 보급은 하지 않았다. 무엇보다, 악기음이 한정되어 있던 것은 구조상의 문제뿐만이 아니라, 각 음정의 테이프를 다종의 악기로 작성하는 것 자체도 어려웠기 때문이다. 그러나 디지털 기술의 진보에 의해 녹음 및 재생 미디어는 테이프에서 메모리 칩으로 변해 가고, 안정된 동작을 바라볼 수 있게 된다.

### 초기 샘플러
페어라이트 CMI이나 싱클라비어 같은 악기는 샘플러보다는 음성 합성 장치로 볼 수 있는 것이었다. 게다가, 중량물이라 이동하기 쉽지 않고 동작도 불안정한 물건으로 도저히 악기로서의 상시 사용할 만한 것이 아니라, 무엇보다 무대에서의 사용 등은 도저히 무리한 이야기였다. 또한 가격은 물론 운영 비용면에서도 매우 높고, 그들을 종합적으로 감안하면 그야말로 "약간의 단독주택을 구입할 수 있다"등으로 표현할 정도의 경제력이 필요한 것이며, 일반적인 뮤지션들이 개인 차원에서 도저히 손을 댈 수 있을 듯한 물건은 아니었다.
이 상황을 뒤집은 것이 E-mu 이뮤레이터(Emulator)의 등장이다. 당시 가격으로 만달러 정도했지만, 앞의 2대보다 압도적으로 저렴하면서도 작업이 간소화되고 뮤지션들로부터 지지를 얻었다. 경쟁사도 샘플링 신디사이저를 출시하지만, Emulator가 팔린 원인은 악기 녹음이 끝난 데이터를 판매한 데 따른 바가 크다.
한편, 일본에서는 신스 프로그래머의 선구자인 마쓰타케 히데키가 1983년 당시, 일본 최초라고 생각되는 디지털 샘플러를 스튜디오에서 사용하고 있었다. LMD-649라고 하는 그것은 당시 「PCM 녹음기」라고 불린, 말하자면 손으로 만든 기계이었다. 크기는 일반 가정용 스테레오 프리앰프 정도의 크기로, 샘플 시간은 1.2초 정도이다. 음원 소재는 6mm 테이프에 저장하고, 롤랜드 시퀀서 MC-4에 의한 GATE 신호 또는 트리거 신호 소리를 낼 수 있었다. 다만, 샘플 데이터를 저장하지 못하고, 전원을 끄면 데이터는 소멸했다. 따라서 무대에서도 사용되었지만 현재와는 비교도 안될 정도의 수고가 따른 것이었다.
사실, 당시의 메모리 칩은 매우 비싼 부품이며, 이것을 절약하기 위해서는 녹음 데이터가 거칠 수밖에 없었다. 즉, 소리가 나쁘고 짧았던 것이다. 데이터 양을 줄이면서도 원음에 가깝게하기 위해 다양한 연구가 시도되었다. 샘플러의 경우 각 음정마다의 데이터는 없어도 데이터 읽기 속도로 음정을 붙이는 것은 가능하다. 따라서 모든 음계의 녹음 데이터를 제공하는 것이 아니라 어느 간격을 두어 데이터를 제공해 다른 음정은 읽기 속도를 변화시키는 것으로 보완했다. 또, 하나의 소리를 시간축으로, 어택 부분, 롱 톤 부분, 감쇠 부분으로 나누어 롱 톤 부분은 반복 읽기로 데이터의 양을 줄여 나갔다. 이러한 연구가 있어도, 발매 당시의 기술은 고속 처리에 한계가 있었으므로, 어떻게 했어도 원음과 닮지 않은 소리가 나오는 일이 많은 것은 어쩔 수 없었다.
그러나 레코드와 같은 소리로, 의표가 붙은 타이밍에 사용되는 경우가 많아 일시적으로 다용되었던 시기가 있다. 예를 들어, 페어라이트 CMI를 사용해 이른바 오케스트라 히트 등은 최첨단의 "소리"로 당시의 레코드에는 많이 수록되고 있다. 또한 전편을 샘플링 녹음한 아트 오브 노이즈의 비트박스는 획기적인 음악으로, 이들은 샘플러의 약점을 역이용해 히트한 예이다.
이외에도 신시사이저에서는 합성이 어려운 자연음의 샘플링이나 기존 악곡 등을 한 박절에서 몇 소절 단위로 샘플링 한 것을, 시퀀서와 함께 반복하여 새로운 리듬 트랙이나 리프의 일부 또는 전부를 샘플러에 연주시켜 버리는 등의 방법도 사용된다. 악기는 아니지만, 인간의 목소리를 샘플링하여 효과적으로 사용된 예로 폴 하드캐슬 "19 (Nineteen)"등을 들 수 있다.

## 같이 보기
- 샘플링 (음악)
- 리믹스
- 디지털 오디오 워크스테이션
- 샘플 기반 합성
- 드럼 머신
- 멜로트론